# Alfred Harmsworth
Alfred Harmsworth, první vikomt z Northcliffe (15. července 1865 Dublin – 14. srpna 1922 Londýn) byl britský novinář a vydavatelský magnát, vlastník deníků Daily Mail a Daily Mirror.

## Mediální magnát
Byl průkopníkem pop a bulvární žurnalistiky. Jeho masové rozšíření tiskovin mezi publikum se nazývá Northcliffovská revoluce. Za jeho úspěchem stály mnohé ekonomické a politické změny. Byl zakladatelem nyní již zaniklého Amalgamated Press, nakladatelství, které vydávalo noviny, časopisy a knihy.
V devadesátých letech 19. století skupoval upadající noviny a vytvořil z nich výrazně profitující skupinu. Započal v roce 1894 s novinami The Evening News. V témže roce skoupil sloučil dvoje edinburské noviny do jedněch a nazval je Edingburgh Daily Record. V Londýně začal 4. května 1896 vydávat noviny Daily Mail. Ty měly dva slogany:
1. "The busy man's daily journal." (Noviny pro zaneprázdněné muže.)
2. "The penny newspaper for one halfpenny." (Noviny za penny/penny press za polovinu penny.)

Harmsworth následně přeměnil nedělní noviny Weekly Dispatch na Sunday Dispatch, ze kterých se staly nejprodávanější britské nedělní noviny. Též založil noviny pojmenované po sobě Harmsworth Magazine, které následně přejmenoval mezi lety 1898–1915 na London Magazine. V roce 1903 založil The Daily Mirror a následně v letech 1905 a 1908 zachránil finančně slabé noviny Observer a v roce 1908 The Times. V roce 1908 koupil The Sunday Times.
Do svého mediálního impéria přivedl i své bratry Leicestera a Hildebranda. Nakladatelství Amalgamated Press vydalo Alfredovi dvě encyklopedie: The Children's Encyclopædia a Harmsworth's Universal Encyclopaedia.

## Způsoby oslovovaní
- 1865–1904: Mr Alfred Harmsworth.
- 1904–1905: Sir Alfred Harmsworth, Baronet (Bt).
- 1905–1918: The Right Honourable The Lord Northcliffe
- 1918–1922: The Right Honourable The Viscount Northcliffe